# Phalaenopsis schilleriana
Espèce
Phalaenopsis schilleriana est une espèce de plantes à fleurs de la famille des Orchidaceae (les orchidées) et du genre Phalaenopsis originaire de l'île de Luçon, la plus grande île des Philippines.

## Description
L'inflorescence pendante de Phalaenopsis schilleriana peut atteindre presque 1 m de longueur et porter plus de 250 fleurs.

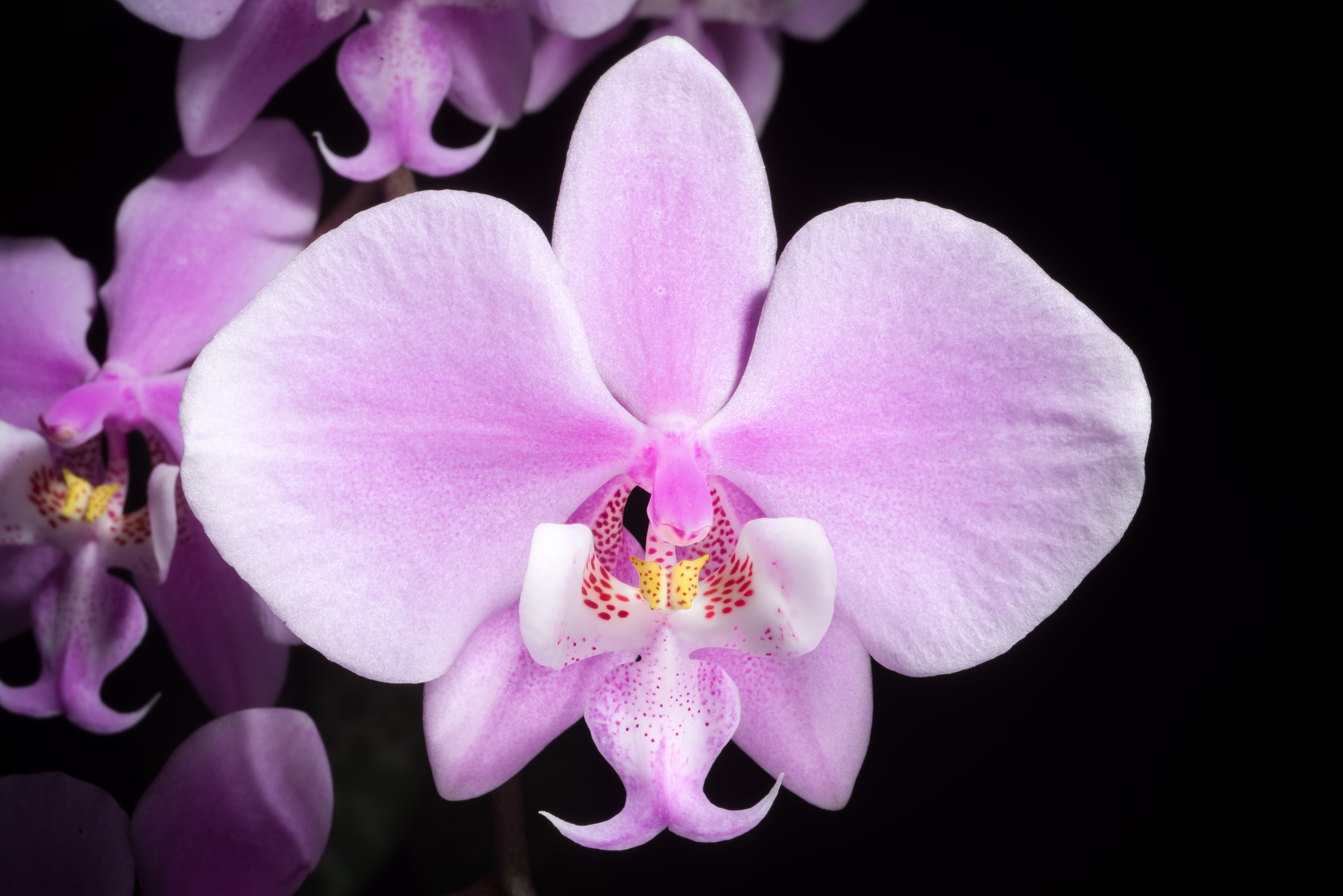
Fleur.

Les fleurs sont frêles et parfumées et d'un diamètre pouvant atteindre 7 cm. Les sépales et pétales sont d'un rose tendre aux bords pâlissant presque jusqu'au blanc. Le labelle est blanc violet profond et la base des lobes latéraux jaune et mouchetée rouge cramoisi.